# Jace Norman
Jace Lee Norman (ur. 21 marca 2000 w Corrales, Nowy Meksyk) – amerykański aktor, występował w roli Henryka Harta z serialu Niebezpieczny Henryk.

## Kariera
Rozpoczął swoją karierę aktorską w 2012 pojawieniem się w jednym z odcinków serialu Disneya Jessie. Od 2014 do 2020 roku odgrywał główną rolę w serialu komediowym Nickelodeon Niebezpieczny Henryk. Wystąpił także w dwóch oryginalnych filmach Nickelodeon: Adam i jego klony oraz Rufus, jak również w kolejnej jego części Rufus 2. Odgrywa główną rolę w amerykańskiej wersji dubbingowej filmu Super Spark: Gwiezdna misja. W 2017 i 2020 Norman zdobył nagrodę Kids’ Choice Award dla ulubionej męskiej gwiazdy telewizyjnej. Wraz z bratem wyszedł z propozycją założenia firmy Creator Edge Media, by ułatwić kontakt marek z osobami wpływowymi.

## Filmografia
| Rok         | Produkcja                                  | Rola            | Nota                                                      |
| ----------- | ------------------------------------------ | --------------- | --------------------------------------------------------- |
| 2012        | Jessie                                     | Finch           | Odcinek: „Are You Cooler Than a 5th Grader” (S01E10)      |
| 2013        | Deadtime Stories                           | Uczeń           | Odcinek: „Revenge of the Goblins” (E07)                   |
| 2013        | Grzmotomocni                               | Lizus           | Odcinek: „Przewodniczący-Przewodnicząca” (S01E08)         |
| 2013        | The Dumb Show                              | Jace            | Film telewizyjny                                          |
| 2014 – 2020 | Niebezpieczny Henryk                       | Henryk Hart     | Główna rola                                               |
| 2015        | Adam i jego klony                          | Adam Baker      | Film telewizyjny                                          |
| 2015        | Nickelodeon's Ho Ho Holiday Special        | Gilbert Palmero | Film telewizyjny Nickelodeon                              |
| 2015        | Webheads                                   | on sam          | Zawodnik; Odcinek: „The Henry Danger Celebrity Edition”   |
| 2016        | Rufus                                      | Rufus           | Film telewizyjny                                          |
| 2017        | Rufus 2                                    | Rufus           | Film telewizyjny                                          |
| 2017        | Super Spark: Gwiezdna misja                | Spark           | Film; rola dubbingowa                                     |
| 2017        | Nickelodeon's Sizzling Summer Camp Special | Cooper          | Film telewizyjny Nickelodeon                              |
| 2017        | Harmidom                                   | Steak Stankco   | Odcinek: „Legends/Mall of Duty” (S02E24); rola dubbingowa |
| 2018        | Blurt                                      | Jeremy Martin   | Film telewizyjny                                          |
| 2018        | Game Shakers. Jak wydać grę?               | Henryk Hart     | Odcinek: „Babe Loves Danger” (S03E01)                     |
| 2018        | Przygody Niebezpiecznego Henryka           | Henryk Hart     | Główna rola / Serial animowany                            |
| 2019        | Detektyw Xander na tropie                  | Xander          | Główna rola / Film telewizyjny                            |
| 2020        | Niebezpieczny oddział                      | Henryk Hart     | Odcinek: „Chapa's Crush” (S01E07)                         |

## Nagrody
| Rok  | Nagroda             | Kategoria                                     | Tytuł filmu / serialu TV                   | Rezultat  |
| ---- | ------------------- | --------------------------------------------- | ------------------------------------------ | --------- |
| 2016 | Kids’ Choice Awards | Ulubiona Męska Gwiazda Telewizji – Kids' Show | Niebezpieczny Henryk                       | Nominacja |
| 2017 | Kids’ Choice Awards | Ulubiona Męska Gwiazda Telewizji              | Niebezpieczny Henryk                       | Wygrana   |
| 2018 | Kids’ Choice Awards | Najlepszy aktor telewizyjny                   | Niebezpieczny Henryk                       | Wygrana   |
| 2019 | Kids’ Choice Awards | Najlepszy aktor telewizyjny                   | Niebezpieczny Henryk                       | Wygrana   |
| 2020 | Kids’ Choice Awards | Najlepszy aktor telewizyjny                   | Niebezpieczny Henryk                       | Wygrana   |
| 2021 | Kids’ Choice Awards | Najlepszy aktor telewizyjny                   | Niebezpieczny Henryk/Niebezpieczny oddział | Wygrana   |